# رتا (آرکانزاس)
رتا (به انگلیسی: Retta) یک منطقهٔ مسکونی در ایالات متحده آمریکا است که در شهرستان پوپ، آرکانزاس واقع شده‌است. رتا ۲۰۶٫۰۵ متر بالاتر از سطح دریا واقع شده‌است.